# Máximo V Hakim
Máximo V Hakim (Tanta, Egito, 18 de maio de 1908 – Beirute, Líbano, 29 de junho de 2001) foi Patriarca de Antioquia e Todo o Oriente, de Alexandria e de Jerusalém dos Melquitas.

## Biografia
Nascido George Selim Hakim, filho de pais originários de Alepo.  Foi educado localmente e na escola jesuíta Le Collège de la Sainte Famille no Cairo. Após concluir seus estudos em Santa Ana de Jerusalém, ele foi ordenado padre na Basílica de Santa Ana por Máximo IV Sayegh, então Arcebispo de Tiro, em 20 de julho de 1930. Lecionou por um ano na escola patriarcal em Beirute antes de retornar ao Cairo em 1931. Dirigiu o Colégio Patriarcal no Cairo e fundou a revista Le Lien.
Foi nomeado eparca em 13 de março de 1943 e consagrado Eparca de Acre dos Melquitas, no Cairo, em 13 de junho de 1943, pelo Patriarca Cirilo IX Moghabghab, auxiliado pelos Arcebispos Dionísio Kfoury, bispo titular de Tarso dos Greco-Melquitas, e Pierre Medawar, bispo titular de Pelusium dos Greco-Melquitas. Em 18 de novembro de 1964, Hakim foi elevado a Arquieparca. Ele construiu escolas, um seminário júnior, um orfanato, um lar para idosos e várias igrejas. Ele cuidou particularmente do clero e das ordens religiosas e seculares e trouxe vários grupos de europeus que vieram se integrar à igreja melquita. Também liderou os esforços para fornecer alívio aos palestinos durante o êxodo de 1948.
Foi um dos padres conciliares, participando das quatro sessões do Concílio Vaticano II. Foi eleito Patriarca e Arquieparca de Damasco pelo Santo Sínodo em Ain Traz em 22 de novembro de 1967 e sua eleição foi confirmada em 26 de novembro do mesmo ano.
Sob sua orientação como patriarca, um seminário menor foi estabelecido em Damasco e, mais tarde, um seminário maior para a formação de padres foi aberto em Raboueh, no Líbano. Também financiou inúmeras bolsas de estudo para seminaristas necessitados durante a Guerra Civil Libanesa. Ele também supervisionou o crescimento da igreja melquita na América do Norte e do Sul, à medida que muitos fiéis imigraram para o Ocidente.
Máximos V condenou a violência que opôs muçulmanos a cristãos no Líbano, onde os católicos gregos constituem 4% da população. Em 1982, ele negociou com o líder druso Walid Jumblatt para salvaguardar antigas aldeias cristãs no vale de Chouf. A política comunitária se mostraria perigosa para ele às vezes. Em 1990, ele foi alvo de supostos assassinos enquanto viajava para a cidade predominantemente cristã de Zahle, localizada no vale predominantemente xiita de Beq'a.
Também foi um líder ecumênico. Assinou em 1996 uma encíclica pró-unidade com o Patriarca Ortodoxo Grego de Antioquia, Inácio IV Hazim. Comunicava-se regularmente com líderes de outras religiões abraâmicas, judeus, muçulmanos sunitas e xiitas. Também acolheu muitos cristãos ocidentais para se juntarem à sua igreja.
É autor da obra em árabe Al Rabita e das obras em francês Message de Galiléerench e Pages d'Évangilelues en Galilée.  Em 1968, recebeu um doutorado honorário da Universidade de Detroit Mercy.
Foi o Protetor Espiritual da Ordem de São Lázaro e criou a Ordem Patriarcal da Santa Cruz de Jerusalém, da qual foi primeiro Grão-Mestre.

O Patriarca Máximo renunciou em 22 de novembro de 2000, devido a problemas de saúde, e foi sucedido pelo Patriarca Gregório III Laham.